# سرود کدمون

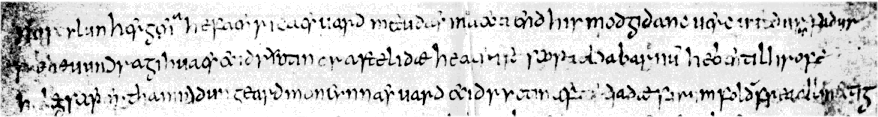
بخشی از یک سرود کدمون

سرود کدمون (به انگلیسی: Cædmon's Hymn) شعر کوتاهی به زبان انگلیسی کهن است که در اصل توسط کدمون برای ستایش خدای خالق سروده شده‌است. ترجمهٔ لاتین این شعر توسط سینت بید در کتاب تاریخچهٔ کلیسایی مردم انگلستان و نسخه‌های محلی دیگری که از کتاب او تهیه شده به دست ما رسیده است.

## متن و ترجمه
دست‌نوشته‌هایی که حاوی سرود کدمون هستند از سدهٔ ۸ تا میانه‌های سدهٔ ۱۲ میلادی نوشته شده‌اند. این نسخ نشان از دو فضا دارند. همچنین در طول این پنج سده می‌توان سیر دگردیسی این سرود از سنت شفاهی به ادبی را در این دست‌نوشته‌ها دید. این سرود در ترجمه متن ساکسون غربی با عنوان تاریخ کلیسیایی (Historia ecclesiastica) به عنوان بخشی از متن اصلی آمده است اما در ترجمهٔ زبان لاتین به عنوان شرحی بر تفسیر و ترجمهٔ آن آمده. سرود کدمون از میان چهارده نسخهٔ خطی فقط به دو گویش وجود دارد. اهمیت دو ترجمه در شیوهٔ قالب‌بندی در زبان‌های لاتین و انگلیسی کهن در طول پنج سده است. شکستن واژه‌ها در پایان جملات، بزرگ‌نویسی بعضی از حروف، نقطه‌گذاری‌ها و این مسئله که متن در کجای صفحه نوشته شده می‌تواند به فهم کامل‌تری از زبان انگلیسی کهن که در آن زمان تازه به رشته تحریر درآمده بود در مقایسه با زبان لاتین که در واقع بیشتر زبانی نگارشی محسوب می‌شد منجر شود.
نسخهٔ خطی مربوط به سده ۸ میلادی از کتاب تاریخ کلیسایی شامل نشانه‌های تلفظی برای خواندن صحیح سرود است. این کار با بزرگ کردن حروف و تقطیع متن به چند ستون صورت گرفته. در نسخه‌های بعدی، نخستین حرف هر تکه شعر با رنگ قرمز نوشته شده و پایان همان تکه با رنگی کمرنگتر. رنگ کمرنگ نشانه وقف است در حالی که رنگ تیره‌تر نشان از پایان و آغاز بخشی نو دارد. با وجود اختلافاتی که در نسخه‌های انگلیسی کهن از این سرود وجود دارد اما تمام رونوشت‌ها از لحاظ وزن، مفهوم و قواعد درست هستند. این نسخه‌ها شاهدی بر مدعای وجود دوره‌ای از گذار تاریخی هستند که در آن شعرهای شفاهی تنها به این منظور نوشته می‌شدند تا پیامی از پیش تعیین‌شده به خواننده بدهند.
متن زیر از انگلیسی کهن است. متن سدهٔ ۸ نورثامبریایی جزو کهن‌ترین دست‌نوشته‌های موجود است.
| انگلیسی کهن nu scylun hergan hefaenricaes uard metudæs maecti end his modgidanc uerc uuldurfadur swe he uundra gihwaes eci dryctin or astelidæ he aerist scop aelda barnum heben til hrofe haleg scepen. tha middungeard moncynnæs uard eci dryctin æfter tiadæ firum foldu frea allmectig | لاتین (بید) Nunc laudare debemus auctorem regni caelestis, potentiam creatoris, et consilium illius facta Patris gloriae: quomodo ille, cum sit aeternus Deus, omnium miraculorum auctor exstitit; qui primo filiis hominum caelum pro culmine tecti dehinc terram custos humani generis creavit. omnipotens | برگردان انگلیسی نو Now [we] must honour the guardian of heaven, the might of the architect, and his purpose, the work of the father of glory as he, the eternal lord, established the beginning of wonders; he first created for the children of men heaven as a roof, the holy creator Then the guardian of mankind, the eternal lord, afterwards appointed the middle earth, the lands for men, the Lord almighty. | برگردان فارسی اکنون (ما) باید پاس بداریم نگهبان بهشت را، توانِ معمار و هدفش را، اثر پدرِ شکوه را زیرا او، فرمانروای جاوید، بنا نهاد اساس شگفتی‌ها را؛ او نخست آفرید برای ابنای بشر بهشت را بسان سقف، خالق مقدس سپس، نگهبان بشریت، فرمانروای جاوید، میدگارد را ایجاد کرد، سرزمین آدمیان، فرمانروای قادر مطلق. |